# Demografia de Porto Rico
A demografia de Porto Rico inclui a densidade populacional, a etnia, a educação, a saúde, o estatuto econômico, as filiações religiosas e outros aspectos da população.

## História da migração
Entre 400 a.C. e 100 d.C., o grupo indígena Aruaque habitou Porto Rico; em 600 d.C., eles já não viviam mais na ilha. Por volta do ano 1000 d.C., os Taínos habitavam o local, que chamavam de Borikén, que significa "terra do valente". Desde o final do século XVIII, os porto-riquenhos se autodenominam borica, borincano e borinqueño. No século XV, os caribes viviam nas ilhas próximas e invadiam as aldeias dos Taínos.

### Imigração histórica
No início do século XVI, os espanhóis conquistaram a ilha, estabeleceram o governo, colonizaram o local e impuseram sua hegemonia sobre os nativos. O população de Taínos diminui devido a doenças, guerras entre tribos e trabalho forçado, o que levou os espanhóis a importar um grande número de negros advindos provenientes África. Devido a quantidade de homens espanhóis ser maior que a de mulheres espanholas, a união entre com mulheres africanas e nativas se tornou comum. No final do século XVIII, o número de escravos africanos diminui por conta das imposições da Inglaterra que proibiam o tráfico negreiro. Muitos também fugiram para ilhas vizinhas.
Durante o século XIX, um grande número de imigrantes espanhóis da Espanha e de outras colônias espanholas na América do Sul chegaram a Porto Rico. Muitos habitantes das Ilhas Canárias também se estabeleceram no local. Embora a grande maioria dos colonos tenha vindo da Espanha, católicos da França, Irlanda, Córsega, Itália e Alemanha também receberam terras em Porto Rico a partir do Decreto Real de Gracias de 1815. O documento autorizou os colonos a se estabeleceram no local e concedeu terra livre e escravizados a eles. Em troca, eles precisavam jurar fidelidade à Coroa Espanhola.
No início do século XX, os judeus começaram a se estabelecer em Porto Rico. O primeiro grupo era formado por refugiados europeus que fugiam da Europa ocupada pelos alemães no final da década de 1930. Em 1950, o crescimento econômico de Porto Rico atraiu famílias judias do continente americano; em 1959, o fluxo se intensificou com os emigrantes judeus de Cuba. A imigração em massa que ocorreu durante o século XIX fez a população crescer de 155 mil habitantes em 1800 para quase 1 milhão no final do século.

### Imigração moderna

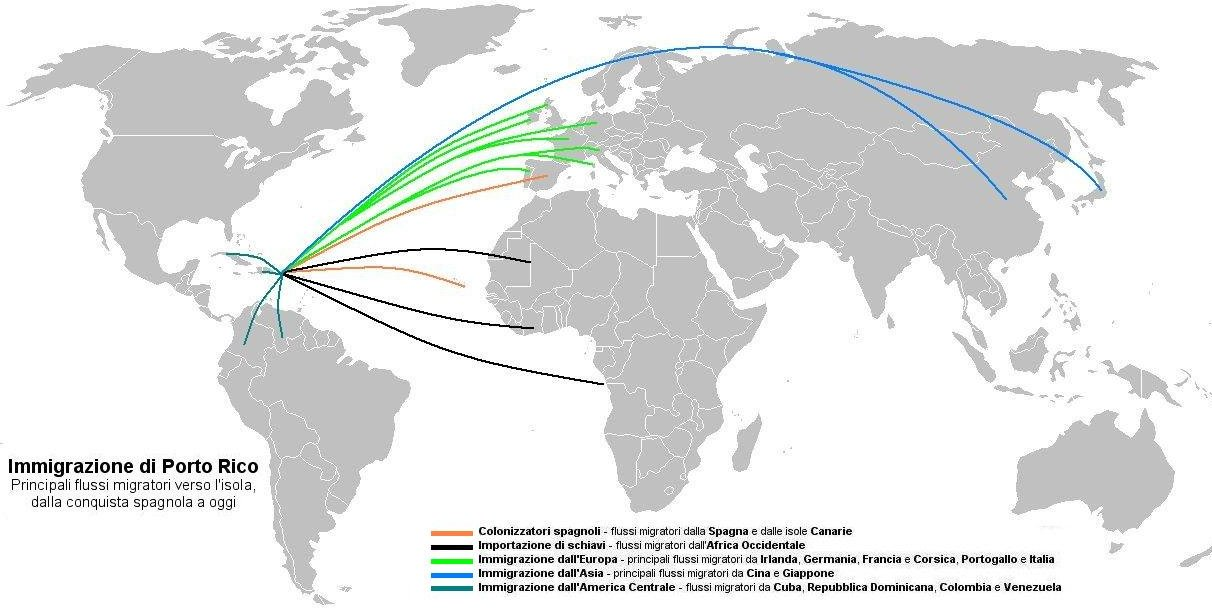
Imigração para Porto Rico.

De acordo com o Censo de 2020, Porto Rico possuía, por ascendência ou nascimento, 53 677 dominicanos, 11 701 cubanos, 5 628 espanhóis, 5 010 colombianos, 4 975 mexicanos, 3 131 venezuelanos, 1 366 peruanos e 1 331 argentinos. As pessoas que se identificam como hispânicas, latinas, espanholas, hispano-americanas e afro-latinas somaram 8 141; os outros grupos de origem latino-americana somaram 6 344. Havia também 29 913 ingleses, 9 700 italianos, 6 307 alemães, 5 024 franceses, 4 561 irlandeses, 1 361 portugueses e 8 556 de outras ascendências. Foram contabilizados 8 417 afro-americanos, 2 873 indígenas asiáticos e 2 462 chineses; outros grupos somaram 6 000.
Alguns imigrantes ilegais, principalmente do Haiti, República Dominicana e Cuba, usam Porto Rico como ponto de parada temporária no trajeto até os Estados Unidos. Em 2020, as pessoas não-hispânicas representam 0,8% da população de Porto Rico, sendo que a maioria é composta por norte-americanos brancos.

### Emigração
A partir da Segunda Guerra Mundial, grupos de porto-riquenhos se mudaram para os Estados Unidos, especialmente para as cidades de Nova Iorque, Yonkers, Buffalo, Rochester, Newark, Jersey City, Paterson, Camden, Chicago, Providence, Boston, Springfield, Hartford, New Haven, Cleveland, Orlando, Jacksonville, Tampa, Miami, Allentown e Reading. Esse fenômeno continuou após a economia de Porto Rico melhorar e sua taxa de natalidade diminuir.

## Estatísticas vitais
| Ano  | População | Nascidos vivos | Mortes | Crescimento natural | Taxa bruta de natalidade (a cada 1000) | Taxa bruta de mortalidade (a cada 1000) | Variação (a cada 1000) | Variação bruta da migração (a cada 1000) | Taxa total de fertilidade |
| ---- | --------- | -------------- | ------ | ------------------- | -------------------------------------- | --------------------------------------- | ---------------------- | ---------------------------------------- | ------------------------- |
| 1910 | 1 118 000 | 37 600         | 26 600 | 11 000              | 33,6                                   | 23,8                                    | 9,8                    |                                          |                           |
| 1911 | 1 140 000 | 39 100         | 26 600 | 12 500              | 34,3                                   | 23,3                                    | 11,0                   | 8,5                                      |                           |
| 1912 | 1 150 000 | 40 400         | 26 900 | 13 500              | 35,1                                   | 23,4                                    | 11,7                   | -3,1                                     |                           |
| 1913 | 1 170 000 | 42 700         | 23 200 | 19 500              | 36,5                                   | 19,8                                    | 16,7                   | 0,4                                      |                           |
| 1914 | 1 190 000 | 47 400         | 22 300 | 25 100              | 39,8                                   | 18,7                                    | 21,1                   | -4,4                                     |                           |
| 1915 | 1 210 000 | 45 000         | 25 000 | 20 000              | 37,2                                   | 20,7                                    | 16,5                   | 0                                        |                           |
| 1916 | 1 230 000 | 43 200         | 29 400 | 13 800              | 35,1                                   | 23,9                                    | 11,1                   | 5,1                                      |                           |
| 1917 | 1 250 000 | 44 300         | 38 600 | 5 700               | 35,4                                   | 30,9                                    | 4,5                    | -30,1                                    |                           |
| 1918 | 1 260 000 | 51 500         | 38 900 | 12 600              | 40,9                                   | 30,9                                    | 10,0                   | -2,1                                     |                           |
| 1919 | 1 280 000 | 46 000         | 30 300 | 15 700              | 35,9                                   | 23,7                                    | 12,2                   | 3,4                                      |                           |
| 1920 | 1 300 000 | 49 900         | 29 600 | 20 300              | 38,4                                   | 22,8                                    | 15,6                   | -0,2                                     |                           |
| 1921 | 1 320 000 | 50 600         | 29 700 | 20 900              | 38,3                                   | 22,5                                    | 15,8                   | -0,7                                     |                           |
| 1922 | 1 350 000 | 50 500         | 29 400 | 21 100              | 37,4                                   | 21,8                                    | 15,6                   | 6,7                                      |                           |
| 1923 | 1 370 000 | 50 700         | 26 900 | 23 800              | 37,0                                   | 19,6                                    | 17,4                   | -2,8                                     |                           |
| 1924 | 1 400 000 | 53 600         | 27 200 | 26 400              | 38,3                                   | 19,4                                    | 18,9                   | 2,6                                      |                           |
| 1925 | 1 420 000 | 52 700         | 33 200 | 19 500              | 37,1                                   | 23,4                                    | 13,7                   | 0,4                                      |                           |
| 1926 | 1 450 000 | 55 500         | 32 300 | 23 200              | 38,3                                   | 22,3                                    | 16,0                   | 4,8                                      |                           |
| 1927 | 1 470 000 | 58 200         | 33 500 | 24 700              | 39,6                                   | 22,8                                    | 16,8                   | -3,2                                     |                           |
| 1928 | 1 500 000 | 52 900         | 29 700 | 23 200              | 35,3                                   | 19,8                                    | 15,5                   | 4,6                                      |                           |
| 1929 | 1 520 000 | 52 300         | 40 700 | 11 600              | 34,4                                   | 26,8                                    | 7,6                    | 5,6                                      |                           |
| 1930 | 1 544 000 | 54 300         | 31 500 | 22 800              | 35,2                                   | 20,4                                    | 14,8                   | 0,8                                      |                           |
| 1931 | 1 580 000 | 71 600         | 35 200 | 36 400              | 45,3                                   | 22,3                                    | 23,0                   | -0,3                                     |                           |
| 1932 | 1 615 000 | 66 400         | 35 500 | 30 900              | 41,1                                   | 22,0                                    | 19,1                   | 2,6                                      |                           |
| 1933 | 1 647 000 | 61 600         | 36 700 | 24 900              | 37,4                                   | 22,3                                    | 15,1                   | 4,4                                      |                           |
| 1934 | 1 679 000 | 65 595         | 31 684 | 33 911              | 39,1                                   | 18,9                                    | 20,2                   | -1,2                                     |                           |
| 1935 | 1 710 000 | 67 585         | 30 748 | 36 837              | 39,5                                   | 18,0                                    | 21,5                   | -3,5                                     |                           |
| 1936 | 1 743 000 | 68 962         | 34 790 | 34 172              | 39,6                                   | 20,0                                    | 19,6                   | -0,7                                     |                           |
| 1937 | 1 777 000 | 67 919         | 37 132 | 30 787              | 38,2                                   | 20,3                                    | 17,3                   | 1,8                                      |                           |
| 1938 | 1 810 000 | 69 823         | 33 870 | 35 953              | 38,6                                   | 18,7                                    | 19,9                   | -1,7                                     |                           |
| 1939 | 1 844 000 | 73 044         | 32 631 | 40 413              | 39,6                                   | 17,7                                    | 21,9                   | -3,5                                     |                           |
| 1940 | 1 879 000 | 72 388         | 34 477 | 37 911              | 38,5                                   | 18,3                                    | 20,2                   | -1,6                                     |                           |
| 1941 | 1 926 000 | 76 130         | 35 551 | 40 579              | 39,5                                   | 18,5                                    | 21,1                   | 3,4                                      |                           |
| 1942 | 1 973 000 | 78 405         | 32 218 | 46 187              | 39,7                                   | 16,3                                    | 23,4                   | 0,4                                      |                           |
| 1943 | 2 012 000 | 77 304         | 29 065 | 48 239              | 38,4                                   | 14,4                                    | 24,0                   | -4,7                                     |                           |
| 1944 | 2 037 000 | 82 534         | 29 843 | 52 691              | 40,5                                   | 14,7                                    | 25,9                   | -13,8                                    |                           |
| 1945 | 2 070 000 | 86 680         | 28 837 | 57 843              | 41,9                                   | 13,9                                    | 27,9                   | -12,2                                    |                           |
| 1946 | 2 100 000 | 88 421         | 27 517 | 60 904              | 42,1                                   | 13,1                                    | 29,0                   | -14,9                                    |                           |
| 1947 | 2 149 000 | 91 305         | 25 407 | 65 898              | 42,5                                   | 11,8                                    | 30,7                   | -8,0                                     |                           |
| 1948 | 2 187 000 | 87 809         | 26 209 | 61 600              | 40,2                                   | 12,0                                    | 28,2                   | -11,0                                    |                           |
| 1949 | 2 197 000 | 85 625         | 23 389 | 62 236              | 39,0                                   | 10,6                                    | 28,3                   | -23,9                                    |                           |
| 1950 | 2 218 000 | 86 038         | 21 895 | 64 143              | 38,8                                   | 9,9                                     | 27,9                   | -19,6                                    |                           |
| 1951 | 2 210 000 | 84 076         | 22 374 | 61 702              | 38,0                                   | 10,1                                    | 27,9                   | -31,4                                    |                           |
| 1952 | 2 212 000 | 80 438         | 20 480 | 59 958              | 36,3                                   | 9,3                                     | 27,1                   | -26,2                                    |                           |
| 1953 | 2 221 000 | 77 754         | 17 972 | 59 782              | 35,0                                   | 8,1                                     | 26,9                   | -23,0                                    |                           |
| 1954 | 2 233 000 | 78 008         | 16 783 | 61 225              | 34,9                                   | 7,5                                     | 27,4                   | -22,2                                    |                           |
| 1955 | 2 247 000 | 79 221         | 16 243 | 62 978              | 35,2                                   | 7,2                                     | 28,0                   | -21,9                                    |                           |
| 1956 | 2 262 000 | 78 177         | 16 607 | 61 570              | 34,5                                   | 7,3                                     | 27,2                   | -20,7                                    |                           |
| 1957 | 2 279 000 | 76 068         | 16 022 | 60 046              | 33,3                                   | 7,0                                     | 26,3                   | -19,0                                    |                           |
| 1958 | 2 299 000 | 76 128         | 16 099 | 60 029              | 33,1                                   | 7,0                                     | 26,1                   | -17,6                                    |                           |
| 1959 | 2 323 000 | 74 933         | 15 870 | 59 063              | 32,2                                   | 6,8                                     | 25,4                   | -15,3                                    |                           |
| 1960 | 2 356 000 | 76 015         | 15 841 | 60 174              | 32,2                                   | 6,7                                     | 25,5                   | -11,7                                    |                           |
| 1961 | 2 396 000 | 75 563         | 16 361 | 59 202              | 31,5                                   | 6,8                                     | 24,7                   | -8,2                                     |                           |
| 1962 | 2 442 000 | 76 677         | 16 575 | 60 102              | 31,3                                   | 6,8                                     | 24,6                   | -5,9                                     |                           |
| 1963 | 2 491 000 | 77 382         | 17 386 | 59 996              | 31,0                                   | 7,0                                     | 24,0                   | -4,5                                     |                           |
| 1964 | 2 538 000 | 78 837         | 18 556 | 60 281              | 31,0                                   | 7,3                                     | 23,7                   | -5,3                                     |                           |
| 1965 | 2 578 000 | 79 586         | 17 719 | 61 867              | 30,8                                   | 6,9                                     | 24,0                   | -8,6                                     |                           |
| 1966 | 2 609 000 | 75 735         | 17 506 | 58 229              | 29,2                                   | 6,7                                     | 22,3                   | -10,6                                    |                           |
| 1967 | 2 634 000 | 70 755         | 16 780 | 53 975              | 26,8                                   | 6,4                                     | 20,4                   | -11,1                                    |                           |
| 1968 | 2 656 000 | 67 989         | 17 481 | 50 508              | 25,5                                   | 6,6                                     | 19,0                   | -10,8                                    |                           |
| 1969 | 2 680 000 | 67 577         | 17 669 | 49 908              | 25,1                                   | 6,6                                     | 18,6                   | -9,8                                     |                           |
| 1970 | 2 710 000 | 67 438         | 18 080 | 49 358              | 24,8                                   | 6,7                                     | 18,2                   | -7,2                                     | 2,69                      |
| 1971 | 2 746 000 | 71 114         | 18 144 | 52 970              | 25,8                                   | 6,6                                     | 19,2                   | -6,3                                     | 2,82                      |
| 1972 | 2 787 000 | 68 914         | 19 011 | 49 903              | 24,7                                   | 6,8                                     | 17,9                   | -3,2                                     | 2,67                      |
| 1973 | 2 833 000 | 68 821         | 19 257 | 49 564              | 24,2                                   | 6,8                                     | 17,5                   | -1,3                                     | 2,67                      |
| 1974 | 2 882 000 | 70 082         | 19 490 | 50 592              | 24,3                                   | 6,7                                     | 17,5                   | -0,6                                     | 2,65                      |
| 1975 | 2 932 000 | 69 691         | 19 073 | 50 618              | 23,7                                   | 6,5                                     | 17,2                   | -0,2                                     | 2,61                      |
| 1976 | 2 984 000 | 72 883         | 19 893 | 52 990              | 24,4                                   | 6,7                                     | 17,7                   | -0,3                                     | 2,77                      |
| 1977 | 3 037 000 | 75 151         | 19 895 | 55 256              | 24,7                                   | 6,5                                     | 18,2                   | -0,8                                     | 2,93                      |
| 1978 | 3 090 000 | 75 066         | 19 876 | 55 190              | 24,2                                   | 6,4                                     | 17,8                   | -0,7                                     | 2,86                      |
| 1979 | 3 141 000 | 73 781         | 20 390 | 53 391              | 23,4                                   | 6,5                                     | 17,0                   | -0,8                                     | 2,77                      |
| 1980 | 3 188 000 | 73 060         | 20 486 | 52 574              | 22,9                                   | 6,4                                     | 16,4                   | -1,8                                     | 2,75                      |
| 1981 | 3 230 000 | 71 365         | 21 197 | 50 168              | 22,0                                   | 6,5                                     | 15,5                   | -2,6                                     | 2,64                      |
| 1982 | 3 269 000 | 69 336         | 21 522 | 47 814              | 21,2                                   | 6,6                                     | 14,6                   | -2,7                                     | 2,57                      |
| 1983 | 3 305 000 | 65 742         | 21 499 | 44 243              | 19,8                                   | 6,5                                     | 13,4                   | -2,5                                     | 2,44                      |
| 1984 | 3 338 000 | 63 321         | 21 733 | 41 588              | 18,9                                   | 6,5                                     | 12,4                   | -2,6                                     | 2,37                      |
| 1985 | 3 370 000 | 63 629         | 23 194 | 40 435              | 18,8                                   | 6,9                                     | 12,0                   | -2,5                                     | 2,34                      |
| 1986 | 3 400 000 | 63 551         | 23 387 | 40 164              | 18,6                                   | 6,9                                     | 17,8                   | -3,0                                     | 2,31                      |
| 1987 | 3 429 000 | 64 393         | 23 954 | 40 439              | 18,7                                   | 7,0                                     | 11,8                   | -3,4                                     | 2,27                      |
| 1988 | 3 457 000 | 64 081         | 25 123 | 38 958              | 18,5                                   | 7,2                                     | 11,2                   | -3,2                                     | 2,27                      |
| 1989 | 3 847 000 | 66 692         | 25 987 | 40 705              | 19,1                                   | 7,4                                     | 11,6                   | -3,1                                     | 2,36                      |
| 1990 | 3 518 000 | 66 565         | 26 138 | 40 407              | 18,9                                   | 7,4                                     | 11,5                   | -2,7                                     | 2,35                      |
| 1991 | 3 552 000 | 64 498         | 26 321 | 38 177              | 18,2                                   | 7,4                                     | 10,7                   | -1,2                                     | 2,20                      |
| 1992 | 3 587 000 | 64 471         | 27 389 | 37 082              | 18,0                                   | 7,6                                     | 10,3                   | -0,2                                     | 2,18                      |
| 1993 | 3 623 000 | 65 258         | 28 493 | 36 765              | 18,0                                   | 7,9                                     | 10,1                   | -1,2                                     | 2,14                      |
| 1994 | 3 657 000 | 64 341         | 28 428 | 35 913              | 17,6                                   | 7,8                                     | 9,8                    | -0,5                                     | 2,08                      |
| 1995 | 3 690 000 | 63 502         | 30 184 | 33 318              | 17,2                                   | 8,2                                     | 9,0                    | -0,1                                     | 2,08                      |
| 1996 | 3 719 000 | 63 259         | 29 871 | 33 388              | 17,0                                   | 8,0                                     | 9,0                    | -1,2                                     | 2,06                      |
| 1997 | 3 747 000 | 64 214         | 29 119 | 35 095              | 17,1                                   | 7,8                                     | 9,4                    | -1,9                                     | 2,13                      |
| 1998 | 3 770 000 | 60 518         | 29 990 | 30 528              | 16,1                                   | 8,0                                     | 8,1                    | -2,0                                     | 1,98                      |
| 1999 | 3 787 000 | 59 684         | 29 145 | 30 539              | 15,8                                   | 7,7                                     | 8,1                    | -3,6                                     | 1,94                      |
| 2000 | 3 797 000 | 59 460         | 28 550 | 30 910              | 15,7                                   | 7,5                                     | 8,1                    | -5,5                                     | 1,93                      |
| 2001 | 3 799 000 | 55 982         | 28 794 | 27 188              | 14,7                                   | 7,6                                     | 7,2                    | -6,6                                     | 1,85                      |
| 2002 | 3 795 000 | 52 871         | 28 098 | 24 771              | 13,9                                   | 7,4                                     | 6,5                    | -7,6                                     | 1,77                      |
| 2003 | 3 785 000 | 50 803         | 28 356 | 22 447              | 13,4                                   | 7,5                                     | 5,9                    | -8,5                                     | 1,71                      |
| 2004 | 3 773 000 | 51 239         | 29 066 | 22 173              | 13,6                                   | 7,7                                     | 5,9                    | -9,0                                     | 1,74                      |
| 2005 | 3 761 000 | 50 687         | 29 702 | 20 985              | 13,5                                   | 7,9                                     | 5,6                    | -8,7                                     | 1,73                      |
| 2006 | 3 750 000 | 48 597         | 28 206 | 20 391              | 13,0                                   | 7,5                                     | 5,4                    | -8,3                                     | 1,67                      |
| 2007 | 3 739 000 | 46 642         | 29 169 | 17 473              | 12,5                                   | 7,8                                     | 4,7                    | -7,6                                     | 1,64                      |
| 2008 | 3 729 000 | 45 620         | 29 050 | 16 570              | 11,5                                   | 7,8                                     | 3,7                    | -7,1                                     | 1,62                      |
| 2009 | 3 719 000 | 44 773         | 29 005 | 15 768              | 11,3                                   | 7,8                                     | 3,5                    | -6,9                                     | 1,59                      |
| 2010 | 3 722 000 | 42 153         | 29 153 | 13 000              | 11,2                                   | 7,8                                     | 3,5                    | -2,7                                     | 1,62                      |
| 2011 | 3 679 000 | 41 080         | 29 742 | 11 338              | 11,2                                   | 8,1                                     | 3,1                    | -14,6                                    | 1,60                      |
| 2012 | 3 634 000 | 38 900         | 29 448 | 9 228               | 10,7                                   | 8,1                                     | 2,5                    | 14,7                                     | 1,54                      |
| 2013 | 3 593 000 | 38 986         | 29 009 | 9 977               | 10,9                                   | 8,1                                     | 208                    | -14,0                                    | 1,47                      |
| 2014 | 3 535 000 | 34 485         | 30 224 | 4 261               | 9,8                                    | 8,5                                     | 1,2                    | -17,3                                    | 1,43                      |
| 2015 | 3 474 000 | 31 157         | 28 279 | 2 878               | 9,0                                    | 8,1                                     | 0,9                    | -18,1                                    | 1,34                      |
| 2016 | 3 411 000 | 27 406         | 29 613 | -2 207              | 8,3                                    | 8,7                                     | -0,4                   | -17,5                                    | 1,24                      |
| 2017 | 3 337 000 | 23 582         | 30 977 | -7 395              | 7,3                                    | 9,3                                     | -2,0                   | -19,5                                    | 1,10                      |
| 2018 | 3 193 354 | 21 424         | 29 109 | -7 685              | 6,7                                    | 9,4                                     | -2,4                   | -40,7                                    | 1,04                      |
| 2019 | 3 193 694 | 20 409         | 29 638 | -9 229              | 6,4                                    | 9,3                                     | -2,9                   | 3,0                                      | 0,98                      |
| 2020 | 3 285 874 | 18 933         | 31 679 | -12 476             | 5,8                                    | 9,6                                     | -3,8                   | 32,9                                     | 0,92                      |
| 2021 | 3 263 584 | 19 304         | 33 338 | -14 034             | 5,9                                    | 10,1                                    | -4,2                   | -2,5                                     | 0,91                      |
| 2022 | 3 221 789 | 19 064         | 35 466 | -16 402             | 5,6                                    | 10,9                                    | -5,0                   | -7,8                                     |                           |

### Estatísticas vitais atuais
| Período                 | Nascidos vivos | Mortes       | Crescimento natural |
| ----------------------- | -------------- | ------------ | ------------------- |
| Janeiro - Setembro 2022 | 14 052         | 26 309       | -12 257             |
| Janeiro - Setembro 2023 | 13 681         | 25 679       | -11 998             |
| Diferença               | -371 (-2,6%)   | -630 (-2,4%) | +259                |

### Composição da população (2023)
| Faixa etária | Masculino | Feminino  | Total     | %     |
| ------------ | --------- | --------- | --------- | ----- |
| 0-14         | 199 933   | 192 690   | 392 623   | 12,84 |
| 15-64        | 921 003   | 1 004 395 | 1 925 398 | 62,98 |
| 65+          | 317 552   | 421 768   | 739 320   | 24,18 |

### Expectativa de vida
| Período   | Expectativa de vida (Anos) | Período   | Expectativa de vida (Anos) |
| --------- | -------------------------- | --------- | -------------------------- |
| 1950-1955 | 63,5                       | 1985-1990 | 74,6                       |
| 1955-1960 | 67,9                       | 1990-1995 | 73,8                       |
| 1960-1965 | 69,1                       | 1995-2000 | 74,9                       |
| 1965-1970 | 70,7                       | 2000-2005 | 76,8                       |
| 1970-1975 | 72,4                       | 2005-2010 | 77,8                       |
| 1975-1980 | 73,5                       | 2010-2015 | 79,2                       |
| 1980-1985 | 73,9                       |           |                            |

## Grupos étnicos

#### Histórico
| Ano  | Branco (%) | Não branco (%) |
| ---- | ---------- | -------------- |
| 1802 | 42         | 58             |
| 1812 | 40,8       | 59,2           |
| 1820 | 39,4       | 60,6           |
| 1830 | 45,1       | 54,9           |
| 1877 | 52,3       | 47,7           |
| 1887 | 53,5       | 46,5           |
| 1897 | 64,3       | 35,7           |
| 1899 | 61,8       | 38,2           |
| 1910 | 64,5       | 35,5           |
| 1920 | 72         | 28             |
| 1930 | 73,3       | 26,7           |
| 1935 | 75,2       | 24,8           |
| 1940 | 76         | 24             |
| 1950 | 79,7       | 20,3           |
| 2000 | 80,5       | 19,5           |
| 2010 | 75,8       | 24,2           |

No final do século XVIII, Porto Rico possuía leis como a Regla del Sacar ou Gracias al Sacar, que dizia que uma pessoa de ascendência mista poderia ser considerada legalmente branca desde que pudesse provar que pelo menos uma pessoa por geração, nas ultimas quatro gerações, também era legalmente branca. Pessoas de ascendência mista com linhagem branca eram classificadas como brancas, o oposto da regra de uma gota, presente nos Estados Unidos. Durante o século XIX, uma onda de imigração europeia e africanos escravizados ajudaram a aumentar a população de Porto Rico em seis vezes.
A Lei da Naturalização, sancionada em 26 de março de 1790 pelo Presidente George Washington, afirmava que os imigrantes nos Estados Unidos deveriam ser brancos de acordo com a definição da Common Law britânica. Antes de 1917, judeus, ciganos, povos do Oriente Médio e do subcontinente indiano eram classificados como brancos para fins de imigração, mas não pela sociedade em geral. Em 1870, a nova Lei de Naturalização permitiu que pessoas de ascendência africana se tornassem cidadãos americanos, mas excluiu os outros não brancos. Em 1898, a Suprema Corte dos Estados Unidos, no caso de Wong Kim Ark, declarou que todos os não brancos nascidos nos Estados Unidos eram elegíveis à cidadania por meio da Cláusula de Cidadania da 14ª Emenda.
A política de imigração dos Estados Unidos criou a Lei de Exclusão Chinesa de 1882, o Acordo de Cavalheiros de 1907, no qual o Japão proibiu a emigração para os Estados Unidos, e a Lei de Imigração de 1917 (também conhecida como Zona de Barreira Asiática), que proibiu a entrada de imigrantes do Oriente Médio, com exceção das Filipinas, que era uma colônia americana. Os judeus europeus e os ciganos, embora de ascendência asiática, não foram afetados pela Zona de Barreira Asiática, pois tinham cidadania europeia. A Lei Johnson-Reed de 1924, que aplicava-se ao Hemisfério Oriental, facilitou a imigração do norte e oeste europeu, mas dificultou a imigração de nações do sul e leste europeu. África e Ásia foram excluídas. O Hemisfério Ocidental permaneceu sem restrições para imigrar para os Estados Unidos. De acordo com a Lei de Imigração de 1924, hispânicos e caribenhos podiam imigrar para os Estados Unidos, mas famílias brancas da Polônia e Rússia eram proibidas. Em 1900, a cidadania porto-riquenha foi criada pela Lei Foraker, e em 1917, ela foi oficialmente aplicada pela Lei Jones-Shafroth. Os porto-riquenhos, excluindo aqueles de ascendência africana, eram formalmente classificados como brancos de acordo com a legislação americana.

#### Recenseamentos
Em 1899, o primeiro recenseamento realizado pelos Estados Unidos registrou uma população de 953 243 habitantes, sendo 61,8% brancos, 31,9% mistos e 6,3% negros. De acordo com o recenseamento de Porto Rico de 1920, 2 505 pessoas imigraram para o país entre 1910 e 1920. Desses, 2 270 foram classificados como brancos (1 205 da Espanha, 280 da Venezuela, 180 de Cuba e 135 da República Dominicana). No mesmo período, 7 873 porto-riquenhos emigraram para os Estados Unidos. Desses, 6 561 foram listados como brancos, 909 como brancos espanhóis e 403 como negros.
Até 1950, o Departamento do Censo dos Estados Unidos tentou quantificar a composição racial da população de Porto Rico, enquanto fazia experiências com várias taxonomias raciais. Em 1960, o recenseamento removeu a pergunta sobre identificação racial de Porto Rico, mas a incluiu novamente em 2000. A única categoria que permaneceu constante foi a "branca", mesmo que os rótulos raciais tenham mudado. Independentemente da terminologia, o recenseamento relatou que a maioria da população porto-riquenha era branca entre 1899 e 2000.
De acordo com a estimativa de etnia e origem hispânica de 2015 publicada pelo Departamento do Censo dos Estados Unidos, os dados de Porto Rico eram:
- Somente brancos: 2 495 997;
- Somente negros ou afro-americanos: 301 519;
- Somente nativos americanos ou nativos do Alasca: 11 775;
- Somente asiáticos: 10 159;
- Somente nativos do Havaí e de outras ilhas do Pacífico: 129;
- Apenas uma etnia: 431 443;
- Duas ou mais etnias: 332 051;
- Hispânicos ou latinos (de qualquer etnia): 3 547 288
- Somente brancos, não hispânicos ou latinos: 24 900.

Em 2020, o recenseamento indicou os seguintes dados:
- Somente brancos: 560 592;
- Somente negros ou afro-americanos: 228 711;
- Somente nativos americanos e nativos do Alasca: 11 870;
- Somente asiáticos: 4 001;
- Somente nativos do Havaí e de outras ilhas do Pacífico: 593;
- Apenas uma etnia: 838 316;
- Duas ou mais etnias: 1 635 791;
- Hispânicos ou latinos (de qualquer raça): 3 249 043;
- Somente brancos, não hispânicos ou latinos: 24 548.

A porcentagem da população que se identifica como branca caiu para 17,1%, em relação ao 75,8% do recenseamento anterior. A porcentagem de hispânicos residentes dos Estados Unidos caiu de 53% para 20,3%. A mudança foi atribuída à redação da versão em espanhol do questionário do recenseamento.

### Estudos genéticos
Em média, os porto-riquenhos apresentam contribuições genéticas de europeus, africanos ocidentais e nativos americanos de aproximadamente 66%, 18% e 16%, respectivamente. Um estudo recente do DNA mitocondrial (mtDNA) de 800 indivíduos descobriu que a contribuição patrilinear mostrou que 66% dos porto-riquenhos poderiam traçar sua ascendência a ancestrais europeus do sexo masculino, 18% poderiam traçá-la a ancestrais africanos do sexo masculinos e 16% poderiam traçá-la a ancestrais nativos americanos do sexo masculino.

### População não-hispânica
Em 2020, os residentes não hispânicos de Porto Rico representavam 1,1% da população, em comparação a 1% em 2010. As maiores incidências estão em Culebra (10,8%), Vieques (8%), Rincón (5,1%), Dorado (3,4%), Luquillo (2,9%), San Juan (2,2%), Guaynabo (2,1%) e Humacao (2%).

### Mulheres na diáspora
Em 2004, um estudo realizado com mulheres porto-riquenhas de todas as etnias nascidas na ilha, mas residentes de Nova Iorque, revelou que as proporções de ancestralidade correspondentes às três populações parentais foram de 2,8% de europeus, 2,3% de africanos ocidentais e 2,4% de nativos americanos. Embora os testes de marcadores autossômicos tracem um quadro mais amplo que os testes de DNA mitocondrial, o DNA autossômico usa categorias antiquadas como "Europeu", "Africano Subsaariano", "Leste Asiático" e "Nativo Americano"; "Asiático" e "Norte da África" não estão incluídos. Essas categorias generalizadas não consideram a complexidade dos padrões migratórios. O estudo também constatou que, entre as mulheres analisadas, 98% tinham marcadores de ancestralidade europeia, 87% tinham marcadores de ancestralidade africana, 84% tinham marcados de ancestralidade nativa americana, 5% apresentavam apenas marcadores africanos e europeus, 4% apresentavam apenas marcadores nativos americanos e europeus, 2% apresentavam apenas marcadores africanos e 2% apresentavam principalmente marcadores europeus.

## Religião
Dados retirados do The World Factbook 

### Cristãos

#### Católicos
Historicamente, a Igreja Católica tem sido a religião predominante da maioria dos porto-riquenhos, trazida pelos colonizadores espanhóis. A primeiras dioceses das Américas foram instaladas em Porto Rico e receberam autorização do Papa Júlio II em 1511. Em outubro de 1984, o Papa João Paulo II visitou o país. Todos os municípios porto-riquenhos possuem ao menos uma igreja católica. Um artigo da Associated Press publicado em março de 2014 afirmou que "mais de 70% dos habitantes se identificam como católicos", mas não forneceu nenhuma fonte para essa informação.
Em novembro de 2014, um relatório da Pew Research indicou que 56% dos porto-riquenhos eram católicos e 33% eram protestantes. Em 2024, o CIA World Factbook informou que 56% da população de Porto Rico se identifica como católica romana, enquanto 44% se identifica como protestantes e outras práticas.

#### Protestantes
O protestantismo em Porto Rico foi reprimido durante o domínio espanhol. Antes da Guerra Hispano-Americana, havia apenas uma igreja protestante na ilha, a Igreja Anglicana da Santíssima Trindade, fundada em 1872 e que atendia à comunidade de expatriados britânicos em Ponce. A igreja foi proibida de tocar o sino, usar a porta da frente e realizar cultos em espanhol até 1898, quando as tropas americanas desembarcaram em Ponce e estabeleceram a liberdade de culto. Foi a primeira igreja não católica do Império Espanhol nas Américas. O protestantismo cresceu durante a soberania americana devido ao trabalho dos missionários americanos.

### Muçulmanos
Em 2007, havia mais de 5 000 muçulmanos em Porto Rico, o que representava 0,13% da população. Há oito mesquitas islâmicas espalhadas pela ilha, sendo que a maioria dos muçulmanos vive em Río Piedras.

### Judeus
Porto Rico abriga a maior comunidade judaica do Caribe com 2 000 habitantes judeus. Alguns porto-riquenhos se converteram, não apenas como indivíduos, mas como famílias inteiras. É a única ilha do Caribe em que os movimentos judaicos conservador, reformista e ortodoxo estão representados.

### Outras práticas religiosas
As práticas religiosas dos Taínos foram redescobertas por defensores. A partir de 1840, houve tentativas de criar uma identidade Taíno nas áreas rurais de Porto Rico. Essa tendência se acelerou entre a comunidade porto-riquenha dos Estados Unidos durante a década de 1960. No recenseamento de 2010, 9 399 foram identificadas como Taíno nos Estados Unidos. Várias práticas religiosas africanas estão presentes desde a chegadas de africanos escravizados. As crenças iorubás de Santería e o Palo Mayombe derivado do Congo foram aderidos entre indivíduos que praticam alguma forma de religião tradicional africana.

## Estatísticas demográficas

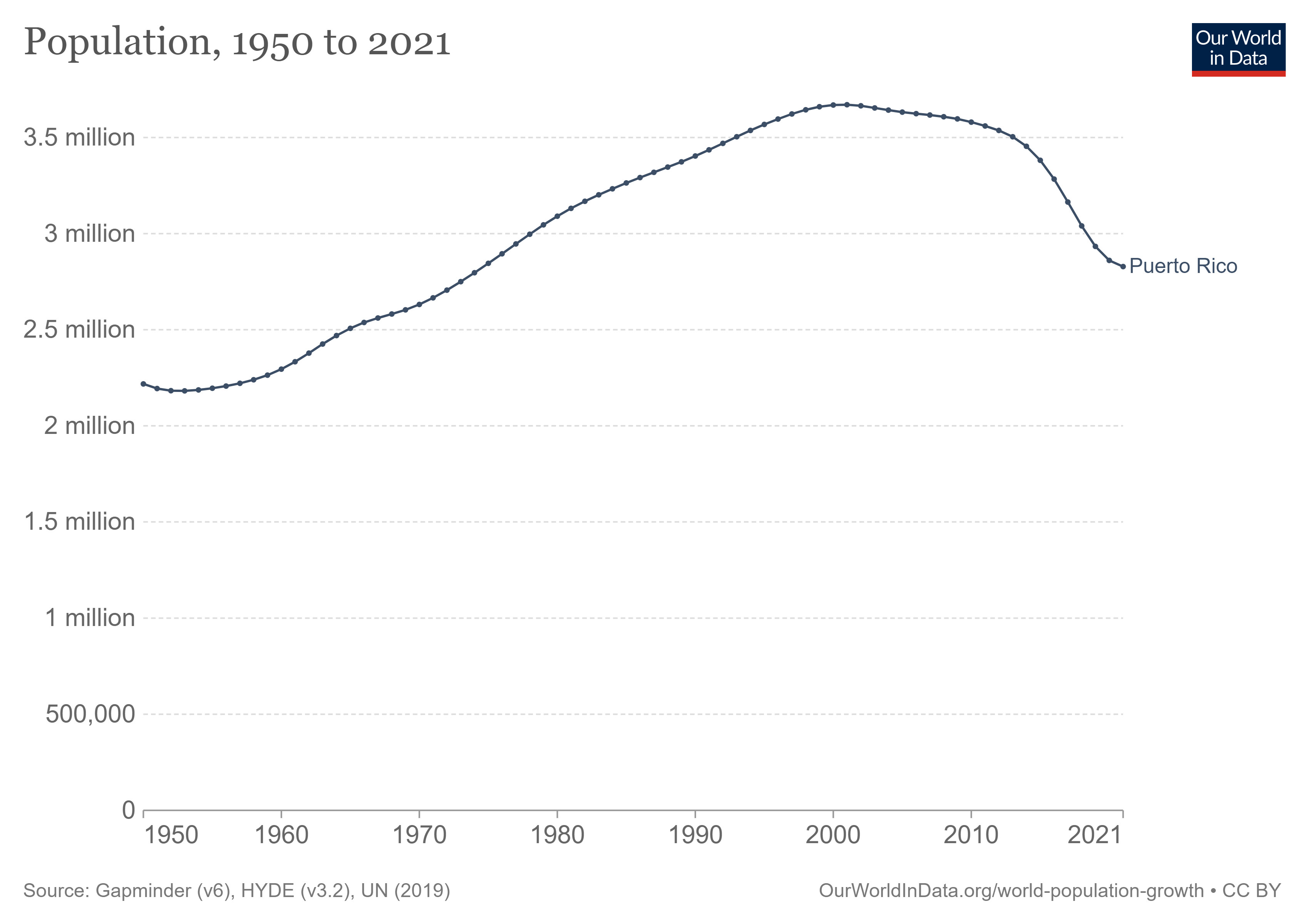
Número de habitantes de Porto Rico em milhões. Dados do Our World in Data, 2022.

#### População (2022):
- 3 221 789;[70]

#### Gênero (2022):
- Homem: 1 519 697 (47%);[71]
- Mulher: 1 702 091 (53%);[71][72]

#### Composição etária (2022)
- 0-14 anos:
  - 12,84% (392 623);[34]
- 15-64 anos:
  - 62,98% (1 925 398);[34]
- 65+ anos:
  - 24,18% (739 320);[34]

#### Taxa de mortalidade infantil (2022):
- Total: 4,6 mortes/1.000 nascidos vivos;[73]

#### Expectativa de vida ao nascer (2021):
- População total: 80,86 anos;[74]

- Masculino: 76 anos;[75]

- Feminino: 85 anos;[76]

#### Taxa de fertilidade total (2022):
- 1,2 filhos nascidos/mulher;[77]

#### Grupos étnicos (2020):
- Brancos: 61,6%;[78]
- Negros: 12,4%;[78]
- Hispânicos: 18,7%;[78]
- Asiáticos: 6%;[78]
- Nativo americano e nativos do Alasca: 1,1%;[78]
- Nativos do Havaí e outras ilhas do Pacífico: 0,2%;[78]

#### Renda familiar média (2021):
- US$ 21.697;[79]

#### População abaixo do nível de pobreza (2021):
- 42,7%.[80][79]